# Parijs-Nice 2019
De 77e editie van Parijs-Nice werd verreden van 10 tot en met 17 maart 2019. Deze wedstrijd maakte deel uit van de UCI World Tour 2019.

## Deelnemende ploegen
De organisatie gaf vijf wildcards aan de Franse teams Arkéa Samsic, Cofidis, Delko Marseille, Direct Énergie en Vital Concept. Er starten zeven renners per team wat een totaal van 161 maakt.
| 18 UCI World Tour-ploegen | 18 UCI World Tour-ploegen | 18 UCI World Tour-ploegen | 5 wildcards              |
| ------------------------- | ------------------------- | ------------------------- | ------------------------ |
| AG2R La Mondiale          | EF Education First        | Team INEOS                | Arkéa Samsic             |
| Astana Pro Team           | Groupama-FDJ              | Team Jumbo-Visma          | Cofidis                  |
| Bahrain-Merida            | Lotto Soudal              | Team Katjoesja Alpecin    | Delko Marseille Provence |
| BORA-hansgrohe            | Movistar Team             | Team Sunweb               | Total Direct Énergie     |
| CCC Team                  | Mitchelton-Scott          | Trek-Segafredo            | Vital Concept-B&B Hotels |
| Deceuninck–Quick-Step     | Team Dimension Data       | UAE Team Emirates         |                          |
|                           |                           |                           |                          |
|                           |                           |                           |                          |

## Etappe-overzicht
| Etappe | Datum    | Start - Finish                                | Afstand  | Type                | Winnaar           | Klassementsleider  |
| ------ | -------- | --------------------------------------------- | -------- | ------------------- | ----------------- | ------------------ |
| 1      | 10 maart | Saint-Germain-en-Laye – Saint-Germain-en-Laye | 138,5 km | Vlakke rit          | Dylan Groenewegen | Dylan Groenewegen  |
| 2      | 11 maart | Les Bréviaires – Bellegarde                   | 163,5 km | Vlakke rit          | Dylan Groenewegen | Dylan Groenewegen  |
| 3      | 12 maart | Cepoy – Moulins/Yzeure                        | 200 km   | Vlakke rit          | Sam Bennett       | Dylan Groenewegen  |
| 4      | 13 maart | Vichy – Pélussin                              | 210,5 km | Heuvelrit           | Magnus Cort       | Michał Kwiatkowski |
| 5      | 14 maart | Barbentane – Barbentane                       | 25,5 km  | Individuele tijdrit | Simon Yates       | Michał Kwiatkowski |
| 6      | 15 maart | Peynier – Brignoles                           | 176,5 km | Heuvelrit           | Sam Bennett       | Michał Kwiatkowski |
| 7      | 16 maart | Nice - La Bollène-Vésubie                     | 181,5 km | Bergrit             | Daniel Martínez   | Egan Bernal        |
| 8      | 17 maart | Nice – Nice                                   | 110 km   | Heuvelrit           | Jon Izagirre      | Egan Bernal        |

## Etappe-uitslagen

### 1e etappe
| Saint-Germain-en-Laye – Saint-Germain-en-Laye (138,5 km) |                   |                          |          |
| Plaats                                                   | Naam              | Ploeg                    | Tijd     |
| Winnaar                                                  | Dylan Groenewegen | Team Jumbo-Visma         | 3u17'35" |
| 2                                                        | Caleb Ewan        | Lotto Soudal             | z.t.     |
| 3                                                        | Fabio Jakobsen    | Deceuninck–Quick-Step    | z.t.     |
| 4                                                        | Sam Bennett       | BORA-hansgrohe           | z.t.     |
| 5                                                        | John Degenkolb    | Trek-Segafredo           | z.t.     |
| 6                                                        | Matteo Trentin    | Mitchelton-Scott         | z.t.     |
| 7                                                        | Arnaud Démare     | Groupama-FDJ             | z.t.     |
| 8                                                        | Sonny Colbrelli   | Bahrain-Merida           | z.t.     |
| 9                                                        | Bryan Coquard     | Vital Concept-B&B Hotels | z.t.     |
| 10                                                       | Anthony Turgis    | Total Direct Énergie     | z.t.     |
|                                                          |                   |                          |          |
| 12                                                       | Oliver Naesen     | AG2R La Mondiale         | z.t.     |

| Algemeen klassement |                    |                       |          |
| Plaats              | Naam               | Ploeg                 | Tijd     |
| Gele trui           | Dylan Groenewegen  | Team Jumbo-Visma      | 3u17'25" |
| 2                   | Caleb Ewan         | Lotto Soudal          | + 4"     |
| 3                   | Luis León Sánchez  | Astana Pro Team       | + 5"     |
| 4                   | Michał Kwiatkowski | Team Sky              | z.t.     |
| 5                   | Fabio Jakobsen     | Deceuninck–Quick-Step | + 6"     |
| 6                   | Egan Bernal        | Team Sky              | + 9"     |
| 7                   | Rudy Molard        | Groupama-FDJ          | z.t.     |
| 8                   | Sam Bennett        | BORA-hansgrohe        | + 10"    |
| 9                   | John Degenkolb     | Trek-Segafredo        | z.t.     |
| 10                  | Matteo Trentin     | Mitchelton-Scott      | z.t.     |
|                     |                    |                       |          |
| 16                  | Oliver Naesen      | AG2R La Mondiale      | z.t.     |

### 2e etappe
| Les Bréviaires – Bellegarde (163,5 km) |                    |                       |          |
| Plaats                                 | Naam               | Ploeg                 | Tijd     |
| Winnaar                                | Dylan Groenewegen  | Team Jumbo-Visma      | 3u14'04" |
| 2                                      | Iván García        | Bahrain-Merida        | z.t.     |
| 3                                      | Philippe Gilbert   | Deceuninck–Quick-Step | z.t.     |
| 4                                      | Matteo Trentin     | Mitchelton-Scott      | z.t.     |
| 5                                      | Michał Kwiatkowski | Team Sky              | z.t.     |
| 6                                      | Luis León Sánchez  | Astana Pro Team       | z.t.     |
| 7                                      | Egan Bernal        | Team Sky              | z.t.     |
| 8                                      | Arnaud Démare      | Groupama-FDJ          | + 5"     |
| 9                                      | André Greipel      | Arkéa Samsic          | z.t.     |
| 10                                     | Mike Teunissen     | Team Jumbo-Visma      | z.t.     |

| Algemeen klassement |                    |                       |          |
| Plaats              | Naam               | Ploeg                 | Tijd     |
| Gele trui           | Dylan Groenewegen  | Team Jumbo-Visma      | 6u31'19" |
| 2                   | Michał Kwiatkowski | Team Sky              | + 12"    |
| 3                   | Luis León Sánchez  | Astana Pro Team       | + 13"    |
| 4                   | Philippe Gilbert   | Deceuninck–Quick-Step | + 16"    |
| 5                   | Egan Bernal        | Team Sky              | + 19"    |
| 6                   | Matteo Trentin     | Mitchelton-Scott      | + 20"    |
| 7                   | Tony Gallopin      | AG2R La Mondiale      | + 22"    |
| 8                   | Rudy Molard        | Groupama-FDJ          | + 23"    |
| 9                   | Romain Bardet      | AG2R La Mondiale      | z.t.     |
| 10                  | Oliver Naesen      | AG2R La Mondiale      | + 24"    |

### 3e etappe
| Cepoy – Moulins/Yzeure (200 km) |                    |                          |          |
| Plaats                          | Naam               | Ploeg                    | Tijd     |
| Winnaar                         | Sam Bennett        | BORA-hansgrohe           | 5u16'25" |
| 2                               | Caleb Ewan         | Lotto Soudal             | z.t.     |
| 3                               | Fabio Jakobsen     | Deceuninck–Quick-Step    | z.t.     |
| 4                               | Daniel McLay       | EF Education First       | z.t.     |
| 5                               | Bryan Coquard      | Vital Concept-B&B Hotels | z.t.     |
| 6                               | Niccolò Bonifazio  | Total Direct Énergie     | z.t.     |
| 7                               | Alexander Kristoff | UAE Team Emirates        | z.t.     |
| 8                               | Arnaud Démare      | Groupama-FDJ             | z.t.     |
| 9                               | Dylan Groenewegen  | Team Jumbo-Visma         | z.t.     |
| 10                              | Edward Theuns      | Trek-Segafredo           | z.t.     |

| Algemeen klassement |                    |                       |           |
| Plaats              | Naam               | Ploeg                 | Tijd      |
| Gele trui           | Dylan Groenewegen  | Team Jumbo-Visma      | 11u47'44" |
| 2                   | Michał Kwiatkowski | Team Sky              | + 6"      |
| 3                   | Luis León Sánchez  | Astana Pro Team       | + 11"     |
| 4                   | Philippe Gilbert   | Deceuninck–Quick-Step | + 16"     |
| 5                   | Egan Bernal        | Team Sky              | + 17"     |
| 6                   | Matteo Trentin     | Mitchelton-Scott      | + 20"     |
| 7                   | Tony Gallopin      | AG2R La Mondiale      | + 21"     |
| 8                   | Rudy Molard        | Groupama-FDJ          | + 23"     |
| 9                   | Romain Bardet      | AG2R La Mondiale      | z.t.      |
| 10                  | Oliver Naesen      | AG2R La Mondiale      | + 24"     |

### 4e etappe
| Vichy – Pélussin (210,5 km) |                      |                       |          |
| Plaats                      | Naam                 | Ploeg                 | Tijd     |
| Winnaar                     | Magnus Cort          | Astana Pro Team       | 5u03'49" |
| 2                           | Thomas De Gendt      | Lotto Soudal          | + 7"     |
| 3                           | Giulio Ciccone       | Trek-Segafredo        | + 13"    |
| 4                           | Alessandro De Marchi | CCC Team              | + 18"    |
| 5                           | Lilian Calmejane     | Total Direct Énergie  | + 48"    |
| 6                           | Valentin Madouas     | Groupama-FDJ          | z.t.     |
| 7                           | Sonny Colbrelli      | Bahrain-Merida        | z.t.     |
| 8                           | Matteo Trentin       | Mitchelton-Scott      | z.t.     |
| 9                           | Philippe Gilbert     | Deceuninck–Quick-Step | z.t.     |
| 10                          | Michał Kwiatkowski   | Team Sky              | z.t.     |
|                             |                      |                       |          |
| 28                          | Wilco Kelderman      | Team Sunweb           | z.t.     |

| Algemeen klassement |                     |                       |           |
| Plaats              | Naam                | Ploeg                 | Tijd      |
| Gele trui           | Michał Kwiatkowski  | Team Sky              | 16u52'27" |
| 2                   | Luis León Sánchez   | Astana Pro Team       | + 5"      |
| 3                   | Philippe Gilbert    | Deceuninck–Quick-Step | + 10"     |
| 4                   | Egan Bernal         | Team Sky              | + 11"     |
| 5                   | Matteo Trentin      | Mitchelton-Scott      | + 14"     |
| 6                   | Tony Gallopin       | AG2R La Mondiale      | + 15"     |
| 7                   | Rudy Molard         | Groupama-FDJ          | + 17"     |
| 8                   | Romain Bardet       | AG2R La Mondiale      | z.t.      |
| 9                   | Oliver Naesen       | AG2R La Mondiale      | + 18"     |
| 10                  | Felix Großschartner | BORA-hansgrohe        | z.t.      |
|                     |                     |                       |           |
| 16                  | Wilco Kelderman     | Team Sunweb           | + 19"     |

### 5e etappe
| Barbentane – Barbentane (25,5 km) |                    |                        |        |
| Plaats                            | Naam               | Ploeg                  | Tijd   |
| Winnaar                           | Simon Yates        | Mitchelton-Scott       | 30'26" |
| 2                                 | Nils Politt        | Team Katjoesja Alpecin | + 7"   |
| 3                                 | Michał Kwiatkowski | Team Sky               | + 11"  |
| 4                                 | Tejay van Garderen | EF Education First     | + 15"  |
| 5                                 | Daniel Martínez    | EF Education First     | z.t.   |
| 6                                 | Egan Bernal        | Team Sky               | z.t.   |
| 7                                 | Lawson Craddock    | EF Education First     | z.t.   |
| 8                                 | Tom Scully         | EF Education First     | + 27"  |
| 9                                 | Marc Soler         | Movistar Team          | + 30"  |
| 10                                | Luis León Sánchez  | Astana Pro Team        | z.t.   |
|                                   |                    |                        |        |
| 16                                | Wilco Kelderman    | Team Sunweb            | + 49"  |
| 18                                | Dylan Teuns        | Bahrain-Merida         | + 57"  |

| Algemeen klassement |                     |                       |           |
| Plaats              | Naam                | Ploeg                 | Tijd      |
| Gele trui           | Michał Kwiatkowski  | Team Sky              | 17u23'00" |
| 2                   | Egan Bernal         | Team Sky              | + 19"     |
| 3                   | Luis León Sánchez   | Astana Pro Team       | + 28"     |
| 4                   | Wilco Kelderman     | Team Sunweb           | + 1'01"   |
| 5                   | Bob Jungels         | Deceuninck–Quick-Step | z.t.      |
| 6                   | Nairo Quintana      | Movistar Team         | + 1'05"   |
| 7                   | Felix Großschartner | BORA-hansgrohe        | + 1'09"   |
| 8                   | Jack Haig           | Mitchelton-Scott      | + 1'19"   |
| 9                   | Rudy Molard         | Groupama-FDJ          | + 1'22"   |
| 10                  | Romain Bardet       | AG2R La Mondiale      | + 1'25"   |
|                     |                     |                       |           |
| 15                  | Dylan Teuns         | Bahrain-Merida        | + 1'56"   |

### 6e etappe
| Peynier – Brignoles (176,5 km) |                    |                          |          |
| Plaats                         | Naam               | Ploeg                    | Tijd     |
| Winnaar                        | Sam Bennett        | BORA-hansgrohe           | 4u12'35" |
| 2                              | Arnaud Démare      | Groupama-FDJ             | z.t.     |
| 3                              | Matteo Trentin     | Mitchelton-Scott         | z.t.     |
| 4                              | John Degenkolb     | Trek-Segafredo           | z.t.     |
| 5                              | Bryan Coquard      | Vital Concept-B&B Hotels | z.t.     |
| 6                              | Anthony Turgis     | Total Direct Énergie     | z.t.     |
| 7                              | Florian Sénéchal   | Deceuninck–Quick-Step    | z.t.     |
| 8                              | Oliver Naesen      | AG2R La Mondiale         | z.t.     |
| 9                              | Alexander Kristoff | UAE Team Emirates        | z.t.     |
| 10                             | Egan Bernal        | Team Sky                 | z.t.     |
|                                |                    |                          |          |
| 22                             | Wilco Kelderman    | Team Sunweb              | z.t.     |

| Algemeen klassement |                     |                       |           |
| Plaats              | Naam                | Ploeg                 | Tijd      |
| Gele trui           | Michał Kwiatkowski  | Team Sky              | 21u35'36" |
| 2                   | Egan Bernal         | Team Sky              | + 18"     |
| 3                   | Luis León Sánchez   | Astana Pro Team       | + 22"     |
| 4                   | Wilco Kelderman     | Team Sunweb           | + 1'00"   |
| 5                   | Bob Jungels         | Deceuninck–Quick-Step | z.t.      |
| 6                   | Nairo Quintana      | Movistar Team         | + 1'04"   |
| 7                   | Felix Großschartner | BORA-hansgrohe        | + 1'08"   |
| 8                   | Jack Haig           | Mitchelton-Scott      | + 1'17"   |
| 9                   | Rudy Molard         | Groupama-FDJ          | + 1'21"   |
| 10                  | Romain Bardet       | AG2R La Mondiale      | + 1'24"   |
|                     |                     |                       |           |
| 15                  | Dylan Teuns         | Bahrain-Merida        | + 1'55"   |

### 7e etappe
| Nice – La Bollène-Vésubie (181,5 km) |                      |                              |          |
| Plaats                               | Naam                 | Ploeg                        | Tijd     |
| Winnaar                              | Daniel Martínez      | EF Education First           | 4u55'49" |
| 2                                    | Miguel Ángel López   | Astana Pro Team              | + 6"     |
| 3                                    | Nicolas Edet         | Cofidis                      | + 20"    |
| 4                                    | Simon Yates          | Mitchelton-Scott             | z.t.     |
| 5                                    | Jonathan Hivert      | Total Direct Énergie         | + 55"    |
| 6                                    | Giulio Ciccone       | Trek-Segafredo               | + 2'03"  |
| 7                                    | Julien El Fares      | Delko Marseille Provence KTM | z.t.     |
| 8                                    | Sergio Henao         | UAE Team Emirates            | + 2'08"  |
| 9                                    | Víctor de la Parte   | CCC Team                     | + 2'13"  |
| 10                                   | Alessandro de Marchi | CCC Team                     | +2'16"   |
|                                      |                      |                              |          |
| 11                                   | Philippe Gilbert     | Deceuninck–Quick-Step        | + 2'50"  |
| 24                                   | Laurens ten Dam      | CCC Team                     | + 5'42"  |

| Algemeen klassement |                    |                        |           |
| Plaats              | Naam               | Ploeg                  | Tijd      |
| Gele trui           | Egan Bernal        | Team Sky               | 26u35'26" |
| 2                   | Philippe Gilbert   | Deceuninck–Quick-Step  | + 45"     |
| 3                   | Nairo Quintana     | Movistar Team          | + 46"     |
| 4                   | Michał Kwiatkowski | Team Sky               | + 1'03"   |
| 5                   | Jack Haig          | Mitchelton-Scott       | + 1'21"   |
| 6                   | Romain Bardet      | AG2R La Mondiale       | + 1'45"   |
| 7                   | George Bennett     | Team Jumbo-Visma       | + 2'20"   |
| 8                   | Ilnoer Zakarin     | Team Katjoesja-Alpecin | + 2'52"   |
| 9                   | Rudy Molard        | Groupama-FDJ           | + 3'02"   |
| 10                  | Bob Jungels        | Deceuninck–Quick-Step  | + 3'06"   |
|                     |                    |                        |           |
| 16                  | Wilco Kelderman    | Team Sunweb            | + 6'09"   |

### 8e etappe
| Nice – Nice (110 km) |                     |                    |          |
| Plaats               | Naam                | Ploeg              | Tijd     |
| Winnaar              | Jon Izagirre        | Astana Pro Team    | 2u41'10" |
| 2                    | Oliver Naesen       | AG2R La Mondiale   | + 18"    |
| 3                    | Wilco Kelderman     | Team Sunweb        | z.t.     |
| 4                    | Daniel Martínez     | EF Education First | z.t.     |
| 5                    | Felix Großschartner | BORA-hansgrohe     | z.t.     |
| 6                    | Domenico Pozzovivo  | Bahrain-Merida     | z.t.     |
| 7                    | Luis Léon Sánchez   | Astana Pro Team    | z.t.     |
| 8                    | Simon Yates         | Mitchelton-Scott   | + 20"    |
| 9                    | Tejay van Garderen  | EF Education First | z.t.     |
| 10                   | Nairo Quintana      | Movistar Team      | + 22"    |

| Algemeen klassement |                    |                        |           |
| Plaats              | Naam               | Ploeg                  | Tijd      |
| Gele trui           | Egan Bernal        | Team Sky               | 29u17'02" |
| 2                   | Nairo Quintana     | Movistar Team          | + 39"     |
| 3                   | Michał Kwiatkowski | Team Sky               | + 1'03"   |
| 4                   | Jack Haig          | Mitchelton-Scott       | + 1'21"   |
| 5                   | Romain Bardet      | AG2R La Mondiale       | + 1'45"   |
| 6                   | George Bennett     | Team Jumbo-Visma       | + 2'20"   |
| 7                   | Rudy Molard        | Groupama-FDJ           | + 3'02"   |
| 8                   | Bob Jungels        | Deceuninck–Quick-Step  | + 3'06"   |
| 9                   | Luis Léon Sánchez  | Astana Pro Team        | + 3'12"   |
| 10                  | Ilnoer Zakarin     | Team Katjoesja Alpecin | + 4'07"   |
|                     |                    |                        |           |
| 13                  | Oliver Naesen      | AG2R La Mondiale       | + 5'36"   |
| 14                  | Wilco Kelderman    | Team Sunweb            | + 5'57"   |

## Klassementsleiders na elke etappe
| Rit         | Winnaar           | Algemeen klassement | Puntenklassement   | Bergklassement  | Jongerenklassement | Ploegenklassement  |
| ----------- | ----------------- | ------------------- | ------------------ | --------------- | ------------------ | ------------------ |
| 1           | Dylan Groenewegen | Dylan Groenewegen   | Dylan Groenewegen  | Damien Gaudin   | Caleb Ewan         | BORA-hansgrohe     |
| 2           | Dylan Groenewegen | Dylan Groenewegen   | Dylan Groenewegen  | Damien Gaudin   | Egan Bernal        | Team Jumbo-Visma   |
| 3           | Sam Bennett       | Dylan Groenewegen   | Dylan Groenewegen  | Damien Gaudin   | Egan Bernal        | Team Jumbo-Visma   |
| 4           | Magnus Cort       | Michał Kwiatkowski  | Dylan Groenewegen  | Thomas De Gendt | Egan Bernal        | AG2R La Mondiale   |
| 5           | Simon Yates       | Michał Kwiatkowski  | Dylan Groenewegen  | Thomas De Gendt | Egan Bernal        | EF Education First |
| 6           | Sam Bennett       | Michał Kwiatkowski  | Sam Bennett        | Thomas De Gendt | Egan Bernal        | Team Sky           |
| 7           | Daniel Martínez   | Egan Bernal         | Michał Kwiatkowski | Thomas De Gendt | Egan Bernal        | Team Sky           |
| 8           | Jon Izagirre      | Egan Bernal         | Michał Kwiatkowski | Thomas De Gendt | Egan Bernal        | Team Sky           |
| Einduitslag | Einduitslag       | Egan Bernal         | Michał Kwiatkowski | Thomas De Gendt | Egan Bernal        | Team Sky           |

1933 · 1934 · 1935 · 1936 · 1937 · 1938 · 1939 · 1940-1945 · 1946 · 1947-1950 · 1951 · 1952 · 1953 · 1954 · 1955 · 1956 · 1957 · 1958 · 1959 · 1960 · 1961 · 1962 · 1963 · 1964 · 1965 · 1966 · 1967 · 1968 · 1969 · 1970 · 1971 · 1972 · 1973 · 1974 · 1975 · 1976 · 1977 · 1978 · 1979 · 1980 · 1981 · 1982 · 1983 · 1984 · 1985 · 1986 · 1987 · 1988 · 1989 · 1990 · 1991 · 1992 · 1993 · 1994 · 1995 · 1996 · 1997 · 1998 · 1999 · 2000 · 2001 · 2002 · 2003 · 2004 · 2005 · 2006 · 2007 · 2008 · 2009 · 2010 · 2011 · 2012 · 2013 · 2014 · 2015 · 2016 · 2017 · 2018 · 2019 · 2020 · 2021 · 2022 · 2023 · 2024 · 2025
Tour Down Under ·
Great Ocean Road Race ·
Ronde van de Verenigde Arabische Emiraten ·
Omloop Het Nieuwsblad ·
Strade Bianche ·
Parijs-Nice · 
Tirreno-Adriatico · 
Milaan-San Remo ·
Ronde van Catalonië ·
Driedaagse Brugge-De Panne ·
E3 BinckBank Classic ·
Gent-Wevelgem ·
Dwars door Vlaanderen ·
Ronde van Vlaanderen ·
Ronde van het Baskenland ·
Parijs-Roubaix ·
Amstel Gold Race ·
Ronde van Turkije ·
Waalse Pijl ·
Luik-Bastenaken-Luik ·
Ronde van Romandië ·
Eschborn-Frankfurt ·
Ronde van Italië ·
Ronde van Californië ·
Critérium du Dauphiné ·
Ronde van Zwitserland ·
Ronde van Frankrijk ·
Clásica San Sebastián ·
Ronde van Polen ·
RideLondon Classic ·
BinckBank Tour ·
Ronde van Spanje ·
EuroEyes Cyclassics ·
Bretagne Classic ·
GP van Quebec ·
GP van Montreal ·
Ronde van Lombardije ·
Ronde van Guangxi